# Betsabea al bagno (Hayez)
Betsabea al bagno è il nome di due dipinti a olio su tela del pittore italiano Francesco Hayez. La prima versione del 1834 è conservata in una collezione privata, e l'altra del 1845 è esposta alla pinacoteca di Brera a Milano.

## Storia
Una prima opera sul tema di Betsabea venne realizzata da Hayez nel 1827 e venne acquistata dal re del Württemberg. La prima versione in origine si trovava nella collezione Uboldo e poi passò a quella Malinverni di Lugo Vicentino. La seconda versione venne realizzata di dimensioni un po' ridotte verso il 1845. Questo dipinto entrò all'Accademia milanese tramite un lascito del marchese Ala Ponzoni, avvenuto nel 1889, e infine entrò nelle collezioni della pinacoteca.

## Descrizione
(Ricoglitore italiano e straniero, Edizione 2, 1834, p. 319)

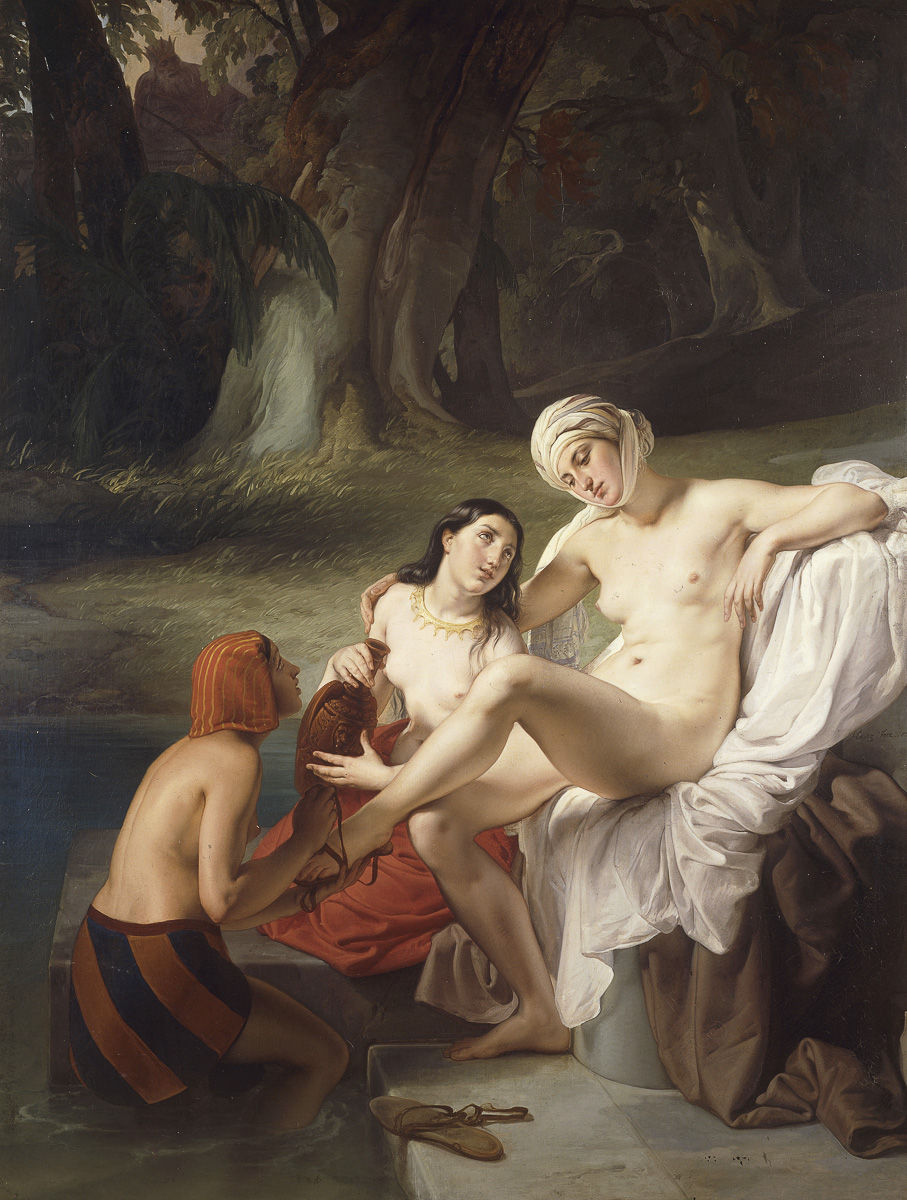
La prima versione

Il tema è ripreso dall'Antico Testamento ed era già stato affrontato da altri pittori famosi nei secoli precedenti, dato che univa in sé le caratteristiche della pittura storico-religiosa al nudo artistico, nonché al tema delle bagnanti. Secondo il racconto biblico, un giorno il re Davide nota dall'alto del suo palazzo la moglie del generale Uria, Betsabea, che si sta facendo un bagno. Egli se ne invaghisce e cercherà di sedurla, arrivando a commettere un adulterio.
La scena è ambientata all'interno di una foresta, presso uno specchio d'acqua. Nel fulcro della composizione, Betsabea siede su un sedile (o un sasso) coperto da un drappo ai bordi della vasca, ignuda se non per delle bende israelitiche che le coprono i capelli. Accanto a lei si trovano due ancelle, entrambe a petto nudo: una è seduta sul bordo e tiene in mano un recipiente che contiene gli oli balsamici con i quali si accinge a detergere la pelle della sua padrona; l'altra è immersa in acqua all'altezza delle ginocchia ed è intenta a sciogliere un sandalo dal piede di Betsabea. Quest'ultima, inoltre, è caratterizzata dalla gonna e il copricapo egizi e dalla carnagione più scura di quella delle altre due (allorché queste hanno dei tratti caucasici), pertanto accentua il carattere orientalista dell'opera. La scena potrebbe essere scambiata benissimo con una semplice tela sul tema delle bagnanti di natura orientalista se non fosse per la presenza della figura del re Davide che si intravede tra le foglie degli alberi, in alto a sinistra.
La stesura cromatica è per lo più fredda, tranne che nelle gonne rosse delle servitrici. Lo sfondo è perlopiù in ombra, mentre la luminosità risalta i corpi in primo piano. Hayez si cimentò nella resa dei corpi in modo naturalistico, avendo ripreso i modelli di alcuni pittori italiani seicenteschi, come Guido Reni o il Domenichino. La bellezza ideale nel volto della moglie di Uria sembra anticipare il purismo dei quadri hayeziani dipinti in seguito.

## Accoglienza
L'opera venne ben accolta dalla critica contemporanea. Nel Ricoglitore italiano e straniero del 1834 viene tessuto un ampio elogio della prima versione dell'opera, che si concentra sui suoi particolari:
Una descrizione la fece lo stesso Uboldo, che possedeva la prima versione, in un libro che trattava della sua collezione personale:

## Studio

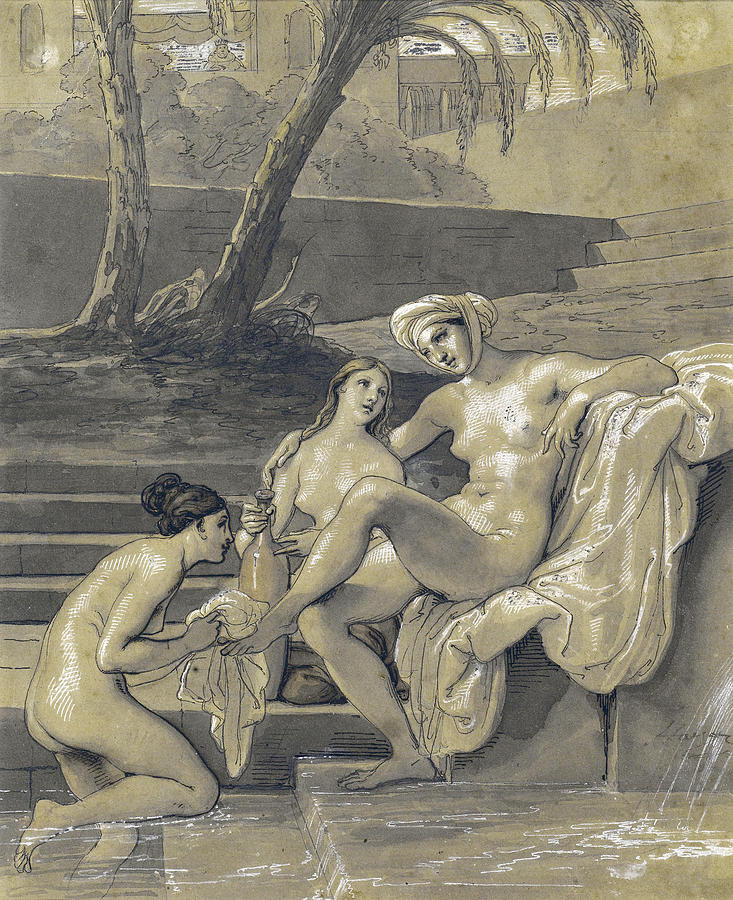
Lo studio conservato al Castello Sforzesco

Dell'opera esiste inoltre uno studio a grafite, penna e inchiostro che è conservato nel Civico Gabinetto dei Disegni del Castello Sforzesco di Milano. In questo bozzetto del 1834 sono presenti alcune differenze con l'opera finale, innanzitutto l'ambientazione: gli alberi della foresta sono ridotti a due palme, consentendo di vedere il palazzo di Davide e quest'ultimo che fa capolino da un balcone, e sono presenti delle scalinate che portano allo specchio d'acqua. Si hanno dei cambiamenti anche per le due serve, soprattutto quella semimmersa in acqua: quest'ultima non indossa nessun abito egizio e non ha dei tratti somatici orientali, venendo rappresentata come una fanciulla nuda con i capelli raccolti, e non è raffigurata nell'atto di togliere il sandalo della padrona, bensì di asciugarle il piede.